# 中国海警3411
中国海警局南海分局海警船中國海警3411，曾先后为中国人民解放军海军南海艦隊大型军用综合救助船南救503、農業部南海區漁政漁港監督管理局漁政船中國漁政311。

## 簡介
該船的總噸位4,600噸、長113.5米、寬15.5米、續航力3,500海里、持航50個晝夜、無限航區、配備現代化的通信導航設備GMDSS、最大航速可達22節。曾经是中國漁政系統噸位最大，航速最快，通導設備最先進的漁政船隻之一。

## 历史
2006年底，由南海舰队調撥給農業部南海區漁政漁港監督管理局。
2013年國家海洋局重組後, 中國漁政311其後更改舷號為中國海警3411, 以中國海警局名義正式開始海上執法。